# Kreuzkantor

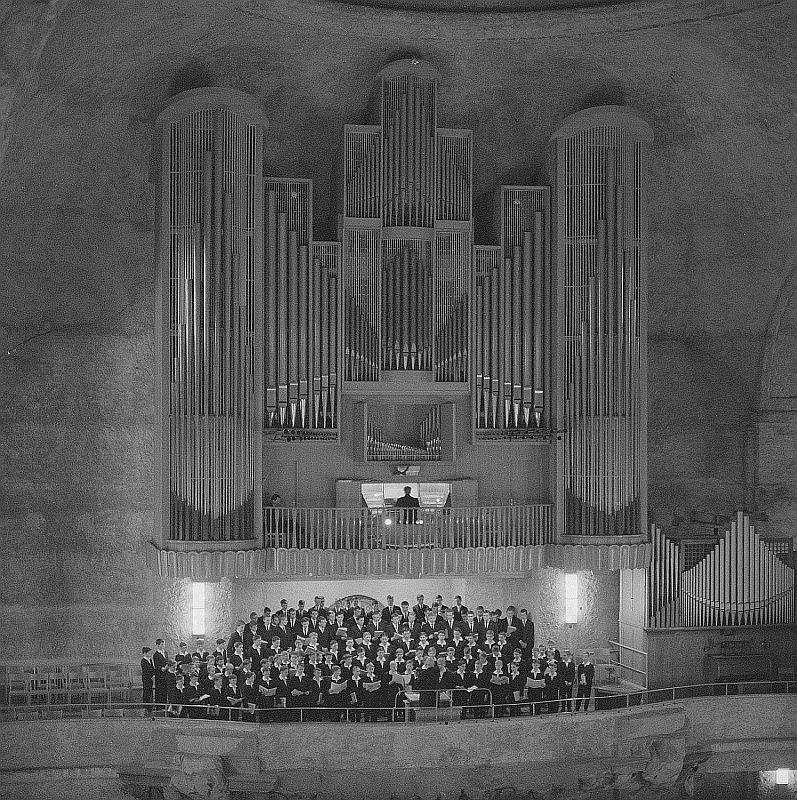
Le Dresdner Kreuzchor, devant l'orgue de l'église.

Le Kreuzkantor est le directeur artistique du Dresdner Kreuzchor de l'Église Sainte-Croix (Kreuzkirche) de Dresde, chœur fondé au XIVe siècle.

## Liste des cantors
Liste des cantors depuis la réforme:
- 1540–1553: Sebaldus Baumann
- 1553–1560: Johannes Selner
- 1560–1561: Andreas Lando
- 1561–1585: Andreas Petermann
- 1585–1586: Kaspar Füger le jeune
- 1586–1589: Basilius Köhler
- 1589–1606: Bartholomäus Petermann
- 1606–1612: Christoph Lisberger
- 1612–1615: Samuel Rühling
- 1615–1625: Christoph Neander
- 1625–1654: Michael Lohr
- 1654–1694: Jacob Beutel
- 1694–1713: Basilius Petritz
- 1713–1720: Johann Zacharias Grundig
- 1720–1755: Theodor Christlieb Reinhold
- 1755–1785: Gottfried August Homilius
- 1785–1813: Christian Ehregott Weinlig
- 10 août – 24 octobre 1813: Gottlob August Krille
- 1814–1817: Christian Theodor Weinlig
- 1818–1822: Hermann Uber
- 1822–1828: Friedrich Wilhelm Agthe
- 1828–1875: Ernst Julius Otto
- 1876–1906: Friedrich Oskar Wermann
- 1906–1930: Otto Richter
- 1930–1971: Rudolf Mauersberger
- 1971–1991: Martin Flämig
- 1991–1994: Gothart Stier (de)
- depuis 1997: Roderich Kreile

Matthias Jung, qui a occupé le poste de 1994 à 1996 à titre provisoire, selon la liste établie par le Kreuzchor, n'est pas considéré comme un Kreuzkantor.